# Карта на Винланд
Картата на Винланд е мистификация от 60-те години на 20 век. Смятана е дълго време за първата известна запазена географска карта, на която е изобразена част от Америка, още преди откриването ѝ от Христофор Колумб. Според последни изследвания картата е фалшива.